# Champignon lichénicole

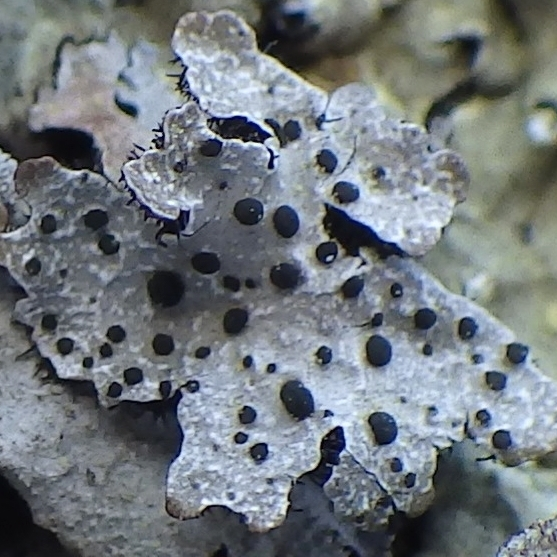
Champignon Abrothallus parmeliarum parasitant le lichen Parmelia saxatilis (Serra de São Mamede, Portugal)

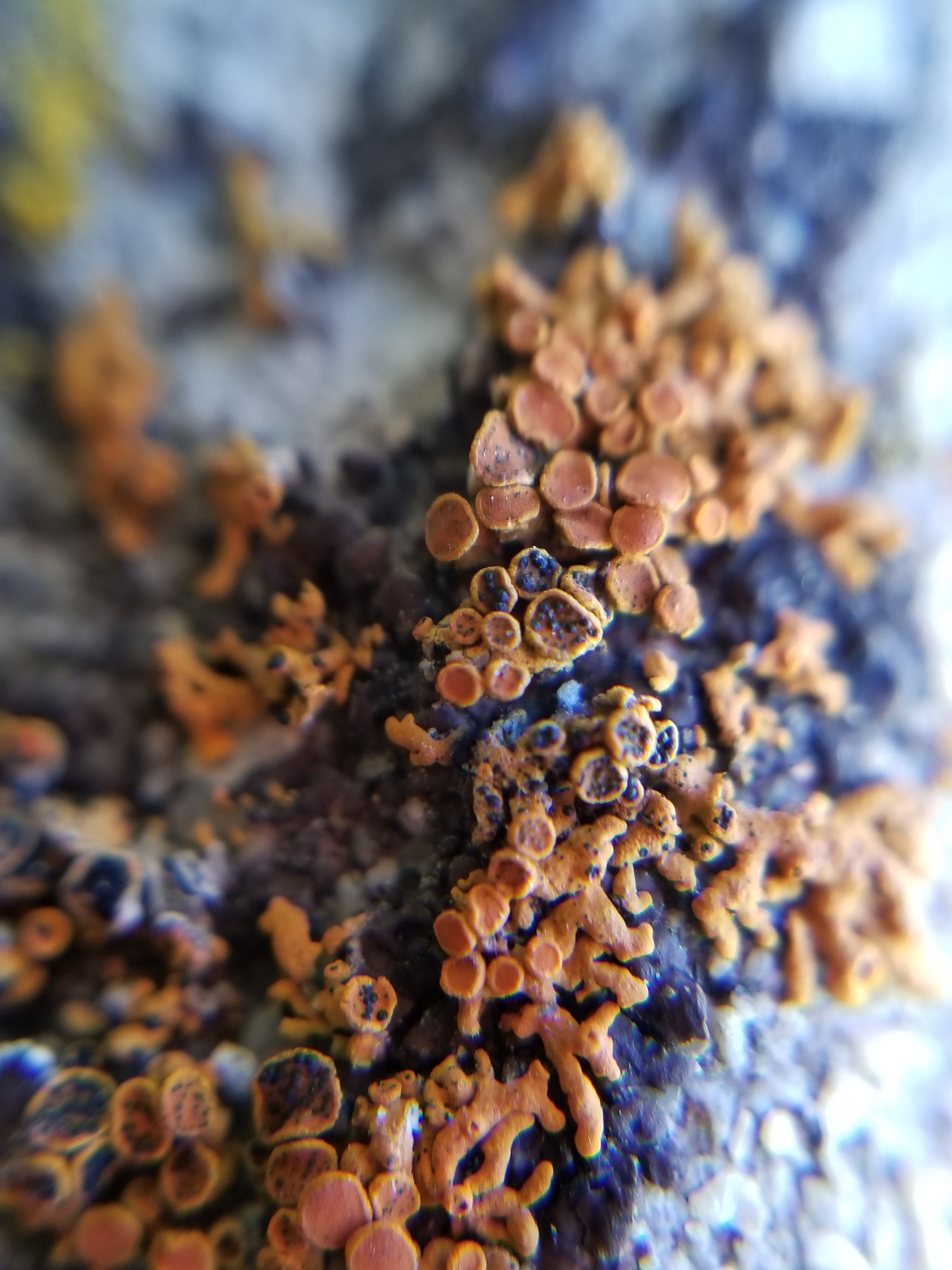
fructifications noires et sphériques du champignon Lichenoconium xanthoriae localisé dans les apothécies de Xanthoria elegans (Heber City, Utah, USA)

Les champignons lichénicoles sont des champignons parasites des lichens. Ils sont parfois également dénommés champignons lichénicoles non lichénisés. Il en existerait plusieurs milliers d'espèces.
A l'heure actuelle, plus de 1800 espèces de champignons lichénicoles ont pu être répertoriées dans le monde. Une centaine d'espèces différentes ont été signalées en France. Certains champignons de la famille des Clavulinaceae sont lichénicoles.

## Description
Les champignons lichénicoles sont des champignons qui entretiennent un lien étroit avec les lichens et dépendent de ces derniers. Cela peut se traduire de différentes façons : le parasitisme, le commensalisme et la cécidogenèse.
La biotrophie, ou le parasitisme, implique que le champignon lichénicole se nourrit du lichen. Ce parasitisme entraine des dégâts pour ce dernier, comme la décoloration et la nécrose du thalle et dans certains cas la mort du lichen concerné.
Dans le cas de la parasymbiose, ou du commensalisme, le champignon vit sur le thalle du lichen sans occasionner de dommage.
En cas de cécidogenèse, le champignon va influer sur la croissance du lichen sans bénéfices directs pour ce dernier.

## Étymologie
Le mot lichénicole, vient du terme lichen et le suffixe « -cole ». Ce dernier dérive du suffixe latin « -cola » et du verbe latin « colere », qui signifie « cultiver », « habiter », « rendre un culte »,. Lichénicole veut donc dire « qui habite sur le lichen » et fait référence à la principale caractéristique de ce type de champignons.

## Écologie et menaces
Certains facteurs environnementaux comme la pollution peuvent  influencer la répartition des champignons lichénicoles, en affectant à la fois les lichens et les champignons qui leur sont associés.